# مارتن إي بروكس
مارتن إي بروكس (بالإنجليزية: Martin E. Brooks)‏ مواليد 30 نوفمبر 1925 في ذا برونكس، الولايات المتحدة - الوفاة 07 ديسمبر 2015 في لوس أنجلوس، هو ممثل أمريكي بدأ مسيرته الفنية سنة 1951. فاز بجائزة المسرح العالمي. امتدت مسيرته الفنية لأكثر من 45 عاما.

## الأعمال

### مسلسلات
- وداعا للسلاح
- حب الحياة
- ذا سيكرت ستورم
- سيرش فور تومورو
- ذا إف بي آي
- ميشين إمبوسيبول
- الحب
- رجل الستة ملايين دولار
- المستشفى العام

## روابط خارجية
- مارتن إي بروكس على موقع IMDb (الإنجليزية)
- مارتن إي بروكس على موقع ألو سيني (الفرنسية)
- مارتن إي بروكس على موقع أول موفي (الإنجليزية)
- مارتن إي بروكس على موقع قاعدة بيانات برودواي على الإنترنت (الإنجليزية)
- مارتن إي بروكس على موقع قاعدة بيانات الأفلام السويدية (السويدية)
- مارتن إي بروكس على موقع قاعدة بيانات الفيلم (الإنجليزية)
- مارتن إي بروكس على موقع كينوبويسك (الروسية)